# Премія Гарленда
Пре́мія Га́рленда (нід. De Harland Award) — найстаріша літературна нагорода Нідерландів за твори у жанрі наукової фантастики, фентезі та жахів. Церемонія нагородження проводиться щорічно нідерландським Фондом розвитку фантастичного жанру (нід. Stichting ter bevordering van het fantastische genre); на нагороду можуть претендувати лише оповідання та повісті довжиною не більше 10 тис. слів. Премія названа на честь Пола Гарленда, нідерландського письменника-фантаста, який трагічно загинув 2003 року.
До 2015 року нагорода вручалася за найкращий твір нідерландською мовою у жанрі наукової фантастики, фентезі та жахів у цих жанрах. Через те, що тексти на конкурс надавалися в електронному вигляді, це був, скоріше, конкурс молодих авторів та самвидаву. З 2015 року вручається також премія за найкращий офіційно опублікований твір.

## Опис
З 2015 року премія Гарленда вручається у двох номінаціях:
1. за найкращий фантастичний твір нідерландською мовою (нід. Harland Awards Verhalenwedstrijd)
2. за найкращий опублікований за останній рік роман у фантастичному жанрі (нід. Harland Awards Romanprijs)

У першому випадку у конкурсі беруть участь твори, написані виключно нідерландською мовою в жанрах фентезі, наукової фантастики, жахів та магічного реалізму. Розмір твору має обмеження у 10 тис. слів. Твір не обов'язково має бути опублікований, він подається на конкурс в електронному вигляді через Інтернет, і анонімність автора зберігається до самого оголошення результатів.
У другому випадку оцінюються нідерландськомовні книги фантастичного жанру, опубліковані протягом попереднього року.
Переможці конкурсу отримують грошові винагороди у розмірі 1000, 300 і 100 євро за 1, 2 і 3 місце відповідно. Також є дві додаткові премії по 50 євро: премія Новачка (за найкращий дебют) та премія Фенікса.

## Історія
Ідею премії за найкращий фантастичний твір вперше презентував літературний критик і прихильник науково-фантастичного жанру Роб Ворен (нід. Rob Vooren) під час конкурсу коротких оповідань, що відбувся у 1976 році. Спочатку нагорода мала назву «Премія Кінг-Конга», на честь однойменного фензіну, що випускався Вореном. У наступні роки Роб Ворен не тільки організовував конкурс, але й збирав журі та забезпечував грошовий приз у 1000 гульденів. Пізніше Ворен заручився підтримкою професійних видавців, які з 1984 року почали публікувати твори-переможці.
Роб Ворен опікувався конкурсом до 1987 року, коли він передав повноваження з організації конкурсу спеціальному комітетові. З метою підвищення довіри та залучення спонсорів комітет 1996 року вирішив перейменувати премію Кінг-Конга на Приз Тисячоліття (нід. Millennium Prijs). У 2003 році нагорода отримала нове ім'я, на честь Пола Гарленда, нідерландського письменника-фантаста, який був кількаразовим переможцем конкурсу, а пізніше — одним з організаторів та багаторазовим, більше, ніж будь-хто інший, членом журі.
З 2011 року організатором конкурсу є письменник Мартейн Ліндебом (нід. Martijn Lindeboom), з 2013 року йому допомагає письменник Томас Олде Хьовелт. 2013 рік був рекордним: у конкурсі брали участь 206 оповідань загальним об'ємом у 1,3 млн слів. У наступні роки кількість творів-учасників стабілізувалася на рівні двохсот.
У 2015 році Нагороду Пола Гарленда перейменували на Премію Гарленда та додатково організували премію для опублікованих романів (нід. Harland Awards Romanprijs). Першим здобувачем цієї премії став Ауке Хюльст (нід. Auke Hulst) за науково-фантастичний роман «Спи міцно, Джонні Айдахо» (нід. Slaap zacht, Johnny Idaho). Вручення премій 2015 року відбулося 2 квітня 2016 року на Святі Фантастичних книг у культурно-мистецькому центрі Rode Hoed в Амстердамі.

## Переможці
| Рік  | I місце                                                    | II місце                                                           | III місце                                        | IV місце                                                                            | V місце                                                                                     |
| ---- | ---------------------------------------------------------- | ------------------------------------------------------------------ | ------------------------------------------------ | ----------------------------------------------------------------------------------- | ------------------------------------------------------------------------------------------- |
| 1976 | Берт Вос (нід. Bert Vos)                                   |                                                                    |                                                  |                                                                                     |                                                                                             |
| 1977 | Петер Кейперс                                              | Гвідо Екгаут (нід. Guido Eekhaut)                                  | Аннемарі ван Евейк (нід. Annemarie van Ewijck)   | Едді Бертін (нід. Eddy C. Bertin)                                                   | Мартін Беркелар (нід. Martin Berkelaar)                                                     |
| 1978 | Вім Бюркунк (нід. Wim Burkunk)                             | Вім Бюркунк (нід. Wim Burkunk)                                     | Петер Кейперс                                    | Едді Бертін (нід. Eddy C. Bertin)                                                   | Катінка Ланной (нід. Kathinka Lannoy)                                                       |
| 1979 | Тайс Тенг                                                  | Роберт Сметс (нід. Robert Smets)                                   | Френк Франкхейзен (нід. Frank Frankhuizen)       | Люк Сімоніс (нід. Luuk Simonis)                                                     | Едді Бертін (нід. Eddy C. Bertin)                                                           |
| 1980 | Берт Вос (нід. Bert Vos)                                   | Петер Кейперс                                                      | Роб Загман (нід. Rob Zaagman)                    | Софі ван дер Вай (нід. Sophie van der Waaij)                                        | Едді Бертін (нід. Eddy C. Bertin)                                                           |
| 1981 | не вручалася                                               | Софі ван дер Вай (нід. Sophie van der Waaij)                       | Ян Бі Ландман (нід. Jan Bee Landman)             |                                                                                     |                                                                                             |
| 1983 | Герт і Ян Б. Кейперси (нід. Gert een Jan J.B. Kuipers)     | Петер Кейперс                                                      | Пол Гарленд і Тайс Тенг)                         |                                                                                     | Рейнольд Відеман (нід. Reinold Widemann)                                                    |
| 1984 | Пол Гарленд і Тайс Тенг                                    |                                                                    | Пол Гарленд                                      | Ян Б. Кейперс (нід. Jan J.B. Kuipers)                                               | Гербен Хеллінга-мол. (нід. Gerben Hellinga jr)                                              |
| 1985 | Гербен Хеллінга-мол. (нід. Gerben Hellinga jr) / Тайс Тенг |                                                                    | Тайс Тенг                                        | Гербен Хеллінга-мол. (нід. Gerben Hellinga jr)                                      | Ян Кейперс (нід. Jan J.B. Kuipers)                                                          |
| 1986 | Томас Вінтнер (нід. Thomas Wintner)                        | Ян Бі Ландман (нід. Jan Bee Landman)                               | Ян Кейперс (нід. Jan J.B. Kuipers)               | Гвідо Екгаут (нід. Guido Eekhaut)                                                   | Ян Кейперс (нід. Jan J.B. Kuipers)                                                          |
| 1987 | Ян Кейперс (нід. Jan J.B. Kuipers)                         | Яннеліс Сміт (нід. Jannelies Smit) і Пол Гарленд                   | Едді Бертін (нід. Eddy C. Bertin)                | Ентоні ден Ріддер (нід. Antony den Ridder)                                          | Гвідо Екгаут (нід. Guido Eekhaut) / Ян Бі Ландман (нід. Jan Bee Landman)                    |
| 1988 | Пауль Евенблей                                             | Томас Коол (нід. Thomas Cool)                                      | Гербен Хеллінга-мол. (нід. Gerben Hellinga jr)   | Петер Кейперс                                                                       | Рейна Елейзен (нід. Rijna Elijzen)                                                          |
| 1989 | Тайс Тенг                                                  | Джулієн Расвельд (нід. Julien C. Raasveld)                         | Ян Бі Ландман і Пол Гарленд                      | Петер Кейперс                                                                       | Ян Кейперс (нід. Jan J.B. Kuipers)                                                          |
| 1990 | Пол Гарленд                                                | Ян Бі Ландман (нід. Jan Bee Landman)                               | Томас Вінтнер (нід. Thomas Wintner)              | Гербен Хеллінга-мол. (нід. Gerben Hellinga jr)                                      | Ян Кейперс (нід. Jan J.B. Kuipers)                                                          |
| 1991 | Петер Кейперс                                              | Ян Кейперс (нід. Jan J.B. Kuipers)                                 | Мартін Беркелар (нід. Martin Berkelaar)          | Гербен Хеллінга-мол. (нід. Gerben Hellinga jr)                                      | Петер Кейперс                                                                               |
| 1992 | Майк Янсен (нід. Mike Jansen) і Пол Гарленд                | Пауль ван Льовенкамп (нід. Paul van Leeuwenkamp)                   | Йаап Букестейн                                   | Ніко Стіккер (нід. Nico Stikker)                                                    | Геске Круземан (нід. Geeske M. Kruseman) і Пауль ван Льовенкамп (нід. Paul van Leeuwenkamp) |
| 1994 | Ніко Стіккер (нід. Nico Stikker)                           | Петер Кейперс                                                      | Вінсент Хоберг (нід. Vincent Hoberg)             | Ян Кейперс (нід. Jan J.B. Kuipers)                                                  | Тоні де Хан (нід. Tony de Haan)                                                             |
| 1995 | Пол Гарленд і Вінсент Хоберг (нід. Vincent Hoberg)         | Ян Кейперс (нід. Jan J.B. Kuipers)                                 | Пауль ван Льовенкамп (нід. Paul van Leeuwenkamp) | Мартейн Крегтінг (нід. Martijn Kregting)                                            | Дірк Бонтес (нід. Dirk Bontes)                                                              |
| 1996 | Дірк Бонтес (нід. Dirk Bontes)                             | Ян Кейперс (нід. Jan J.B. Kuipers)                                 | Марк Руйффелерт (нід. Mark J. Ruyffelaert)       | Френк ван Донген (нід. Frank van Dongen)                                            | Мартейн Крегтінг (нід. Martijn Kregting)                                                    |
| 1997 | Ян Кейперс (нід. Jan J.B. Kuipers)                         | Барт ван Гелдроп (нід. Bart van Geldrop)                           | Пауль Евенблей                                   | Гербен Хеллінга-мол. (нід. Gerben Hellinga jr)                                      | Ніко Стіккер (нід. Nico Stikker)                                                            |
| 1998 | Генрі Ахтен (нід. Henri Achten)                            | Ріхард Мейєр (нід. Richard Meijer)                                 | Марсель Орі (нід. Marcel Orie)                   | Генрі Ахтен (нід. Henri Achten)                                                     | Джей Хілл (нід. Jay Hill)                                                                   |
| 1999 | Софія Дрент (нід. Sophia Drenth)                           | Мір'ям Гілен (нід. Mirjam Gielen)                                  | Софія Дрент (нід. Sophia Drenth)                 | Кор Остінг (нід. Cor Oosting)                                                       | Діана ван дер Плейм (нід. Diana van der Pluijm)                                             |
| 2000 | Анне-Клер Верхам (нід. Anne-Claire Verham)                 | Кріс Брага (нід. Chris Braga) / Ян Кейперс (нід. Jan J.B. Kuipers) |                                                  | Анне-Клер Верхам (нід. Anne-Claire Verham)                                          | Мір'ям Гілен (нід. Mirjam Gielen)                                                           |
| 2001 | Пауль Евенблей                                             | Дірк Бонтес (нід. Dirk Bontes)                                     | Кріс Брага (нід. Chris Braga)                    | Мір'ям Гілен (нід. Mirjam Gielen)                                                   | Кріс Брага (нід. Chris Braga)                                                               |
| 2002 | Дірк Бонтес (нід. Dirk Bontes)                             | Петер Каптейн (нід. Peter Kaptein)                                 | Роберт Теттеро (нід. Robert Tetteroo)            | Юрген Аппело (нід. Jurgen Appelo) / Марко Кнауфф (нід. Marco Knauff)                |                                                                                             |
| 2003 | Йаап Букестейн                                             | Мартейн Крегтінг (нід. Martijn Kregting)                           | Йаап Букестейн                                   | Марко Кнауфф (нід. Marco Knauff)                                                    | Ауке Полс (нід. Auke Pols)                                                                  |
| 2004 | Крістін Бомсма                                             | Кріс Брага (нід. Chris Braga)                                      | Катрін Руттен (нід. Katrien Rutten)              | Сара де Вард (нід. Sarah de Waard)                                                  | Томас Олде Хьовелт                                                                          |
| 2005 | Ауке Полс (нід. Auke Pols)                                 | Естер Схерпеніссе (нід. Esther Scherpenisse)                       | Томас Олде Хьовелт                               | Сара де Вард (нід. Sarah de Waard)                                                  | Марк Бартелс (нід. Mark Bartels)                                                            |
| 2006 | Крістін Бомсма                                             | Фред Рабау (нід. Fred Rabouw)                                      | Ян Кейперс (нід. Jan J.B. Kuipers)               | Клаудія ван Аркел (нід. Claudia van Arkel)                                          | Дженні Хогебом (нід. Jenny Hoogeboom)                                                       |
| 2007 | Вім Столк                                                  | Анне Вітберг (нід. Anne Witberg)                                   | Мартейн Ліндебом (нід. Martijn Lindeboom)        | Йаап Букестейн                                                                      | Естер Схерпеніссе (нід. Esther Scherpenisse)                                                |
| 2008 | Бук'є Балдер (нід. Boukje Balder)                          | Фред Рабоу (нід. Fred Rabouw)                                      | Ріанне Ламперс (нід. Rianne Lampers)             | Анне Вітберг (нід. Anne Witberg)                                                    | Фред Рабоу (нід. Fred Rabouw)                                                               |
| 2009 | Томас Олде Хьовелт                                         | Джанго Матейсен                                                    | Фред ван дер Мейлен (нід. Fred van der Meulen)   | Йос Лексмонд (нід. Jos Lexmond)                                                     | Фред Рабоу (нід. Fred Rabouw)                                                               |
| 2010 | Курт Форел (нід. Kurt Forel)                               | Мартейн Крегтінг (нід. Martijn Kregting)                           | Патрік Бранніган (нід. Patrick Brannigan)        | Бук'є Балдер (нід. Boukje Balder) / Франк Норберт Рітер (нід. Frank Norbert Rieter) |                                                                                             |
| 2011 | Бук'є Балдер (нід. Boukje Balder)                          | Фрек де Брюн (нід. Freek de Bruin)                                 | Патрік Бранніган (нід. Patrick Brannigan)        | Пітер ван де Валле (нід. Pieter Van de Walle)                                       | Анаїд Хен (нід. Anaïd Haen)                                                                 |
| 2012 | Томас Олде Хьовелт                                         | Лінда Мюлдерс (нід. Linda Mulders)                                 | Юрген Снурен (нід. Jürgen Snoeren)               | Бен Адріансе (нід. Ben Adriaanse)                                                   | Ауке Полс (нід. Auke Pols)                                                                  |
| 2013 | Естер Схерпеніссе (нід. Esther Scherpenisse)               | Саксія ван Остенрейк (нід. Saskia van Oostenrijk)                  | Петер Каптейн (нід. Peter Kaptein)               | Ольга Пон'є (нід. Olga Ponjee)                                                      | Фред Рабоу (нід. Fred Rabouw) та Йохан Зонненберг (нід. Johan Zonnenberg)                   |
| 2014 | Ерік Хейзер (нід. Erik Heiser)                             | Сара де Вард (нід. Sarah de Waard)                                 | Марко Кнауфф (нід. Marco Knauff)                 | Ів Делепелер (нід. Yves Delepelaire)                                                | Франк Норберт Рітер (нід. Frank Norbert Rieter)                                             |

### Лауреати премії Гарленда з 2015 року
| Рік  | Переможці конкурсу на найкраще оповідання      | Переможці конкурсу на найкраще оповідання | Переможці конкурсу на найкраще оповідання    | Переможці конкурсу на найкраще оповідання | Переможці конкурсу на найкраще оповідання | Переможці конкурсу на найкраще оповідання | Переможець конкурсу на найкращий опублікований роман | Переможець конкурсу на найкращий опублікований роман                         | Переможець конкурсу на найкращий опублікований роман | Переможець конкурсу на найкращий опублікований роман |
| Рік  | I місце                                        | II місце                                  | III місце                                    | IV місце                                  | V місце                                   | Дебютний приз                             | Автор                                                | Книга                                                                        |                                                      |                                                      |
| 2015 | Лізетт Йонкман                                 | Йєн Мінкман (нід. Jen Minkman)            | Маргріт дю Мен (нід. Margriet du Maine)      | Роб Гейкенс (нід. Rob Geukens)            | Ерік Беттен (нід. Erik Betten)            | не вручався                               | Ауке Хюлст                                           | «Спи міцно, Джонні Айдахо» (нід. «Slaap zacht, Johnny Idaho»)                |                                                      |                                                      |
| 2016 | Родерік Леувенхарт (нід. Roderick Leeuwenhart) | Лена Міллер (нід. Lena Miller)            | Корнелі Молхейзен (нід. Cornelie Moolhuizen) |                                           |                                           | Джефрі Діонет (нід. Jeffrey Dionet)       | Ауке Хюлст                                           | «І я згадую Тітуса Брудерланда» (нід. «En ik herinner me Titus Broederland») |                                                      |                                                      |